# Lysimachia debilis
Lysimachia debilis är en viveväxtart som beskrevs av Nathaniel Wallich. Lysimachia debilis ingår i släktet lysingar, och familjen viveväxter. Inga underarter finns listade i Catalogue of Life.